# Tmarus albifrons
Tmarus albifrons är en spindelart som beskrevs av Salvador de Toledo Piza Júnior 1944. Tmarus albifrons ingår i släktet Tmarus och familjen krabbspindlar. Inga underarter finns listade i Catalogue of Life.